# Julian Chagrin
Julian Chagrin (ur. 22 lutego 1940 w Londynie) – brytyjsko-izraelski aktor, reżyser, scenarzysta i producent filmowy.
Działalność rozpoczął jako komik w drugiej połowie lat 50. występując w Anglii, Irlandii i RPA. Został dwukrotnie nominowany do Oscara za filmy krótkometrażowe The Concert i The Morning Spider.

## Filmografia

### Reżyser
- 1986: The Morning Spider

### Scenarzysta
- 1974: The Concert

### Producent filmowy
- 1974: The Concert
- 1976: The Morning Spider

### Aktor

#### Filmy
- 1966: Powiększenie jako mim
- 1969: Alfred Wielki jako Ivar
- 1972: Przygody Alicji w Krainie Czarów jako jaszczurka Bill
- 1974: The Concert jako solista
- 1976: The Morning Spider
- 1987: Nowe szaty cesarza jako książę
- 1987: Czerwony Kapturek jako Allen Owen
- 2022: A Gaza Weekend jako ojciec Keren

#### Seriale
- 1968: Rewolwer i melonik jako Jennings
- 1973: The Goodies jako Maxi Grease
- 1985: The Orchestra jako dyrygent

## Źródła
- Julian Chagrin w bazie Filmweb
- Julian Chagrin w bazie IMDb (ang.)